# Raining Blood
 (avril 2013).
Singles de Slayer
Angel of Death
(1986)
Pistes de Reign in Blood
Postmortem
Raining Blood est une chanson du groupe de thrash metal américain Slayer parue sur l'album Reign in Blood sorti le 7 octobre 1986. Placée en dernière position sur l'album, le morceau est par ailleurs sorti en tant que single la même année. Écrite par Jeff Hanneman et Kerry King, cette chanson est l'une des plus connues du groupe, notamment grâce à sa mélodie principale qui la distingue des autres chansons de son genre. Cette chanson est décrite comme un « classique » par Allmusic. 
Cette chanson apparaît dans différents médias, dont l'épisode Crève Hippie, crève ! de South Park, et dans la radio fictive V-Rock du jeu vidéo Grand Theft Auto: Vice City ainsi Guitar Hero III: Legends of Rock.
Raining Blood fait partie du classement des 40 meilleures chansons de metal selon VH1 (à la huitième place).

## Genèse et concept
DX Ferris déclare que « lorsque Hanneman a écrit la chanson, il a envisagé une scène dans une rue sombre ou une ruelle sanglante » et, plus tard, il précise que la chanson « décrit une âme bannie, réveillée et avide de vengeance ». Le second couplet a été écrit par King, qui « s'inspira du titre d'Hanneman et continua dans la même veine ». La chanson, avec le reste de Reign in Blood, a été enregistrée en 1986 à Los Angeles, en Californie, avec le producteur Rick Rubin,.
Hanneman explique alors « qu'il s'agit d'un homme piégé dans le Purgatoire parce qu'il a été chassé du Paradis.».  Plus tard, King déclare que « le reste de la chanson explique ce qui se passe quand il commence à bousiller les anges. Les paroles de Return to power draws near sont aussi pertinente à l'histoire parce que le protagoniste est en attente d'obtenir suffisamment de force pour renverser le paradis. Et puis Fall into me, the sky's crimson tears est le sang de tout les anges qui coule sur lui ». Donc, fondamentalement, « Raining Blood est le sang de tous les anges qui coule sur lui ».

## Composition

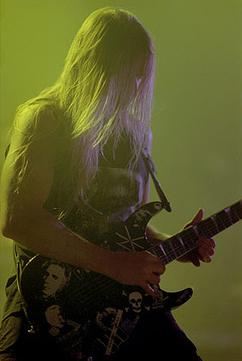
Jeff Hanneman, auteur et compositeur principal de Raining Blood.

Raining Blood dure quatre minutes et dix-sept secondes et conclut l'album Reign in Blood,. La chanson est l'une des trois de l'album qui dépasse les trois minutes. Steve Huey de AllMusic déclare « Reign in Blood s'ouvre et se ferme avec des pistes légèrement plus longues (Les classiques Angel of Death et Raining Blood) dont les riffs lents offrent plus de mélodies à l'album ». La musique de la chanson a été écrite uniquement par le guitariste Hanneman (qui est aussi un auteur principal des paroles de la chanson), qui présente à la fois hostilité et colère dans son texte. Huey a également noté que « les riffs sont construits sur un chromatisme atonal qui sonne de façon écœurante et d'une violence graphique représentée dans beaucoup de paroles », et a déclaré qu'il était « monstrueusement » et « terriblement évocateur ».
Clay Jarvis de Stylus Magazine a écrit que la chanson est « un faux-fuyant, une intro de terre brûlée, un étrange orage et un triple tom et l'un des riffs les plus reconnaissables de l'histoire du metal. C'est dynamique, explosif et emmène à une expérience remarquablement violente ». DX Ferris écrit, l'auteur de 33⅓, livre sur Reign in Blood, que la chanson « se précipite avec son riff de base, les dix notes les plus reconnaissables du metal, une diminution de la gamme descendant sur la manche, c'est le riff de guitare le plus coriace depuis Sweet Leaf de Black Sabbath ». La chanson se termine avec une minute d'effets sonores pluvieux, qui conclut Reign in Blood.

## En concert
Raining Blood, avec le titre d'ouverture Angel of Death, est un ajout quasi permanent dans les set-lists des concerts de Slayer, et était pour King, Hanneman et Araya, la piste favorite à jouer en live. À la fin du DVD Still Reigning, il y a un final avec le groupe recouvert de faux sang pendant l'exécution de « Raining Blood ». Lorsqu'on a demandé aux deux guitaristes de Slayer « quel est le meilleur morceau », ils ont répondu « Raining Blood » ; Hanneman a admis qu'il « aime toujours jouer cette chanson en live. Vous pensez que nous serions fatigués de cela, je veux dire, je serais ravi de savoir combien de fois nous avons joué en live. Ce serait vraiment... intéressant. » King a dit « nous pourrions jouer devant Alanis Morissette, et la foule adore la partie ».
King dit à DX Ferris qu' « à chaque fois que Raining Blood vient, il électrise juste la foule. Vraiment populaire quand vous jouez les premières notes. Comme Jésus-Christ, c'est une guitare qui s'installe ». Dans le passé, Slayer utilisait du faux sang pour couvrir leurs corps quand ils interprétaient la chanson en live. Cependant, lorsqu'on les interroge sur l'utilisation de faux sang dans les performances futures, King a fait remarquer « il est temps de passer à autre chose, mais ne jamais dire jamais. Je sais que le Japon n'a jamais vu, l'Amérique du Sud et l'Australie n'ont jamais vu cela. Donc, on ne sait jamais ».

## Reprises
En 2001, la chanson a été reprise par Tori Amos sur son album studio Strange Little Girls. La reprise de Raining Blood a été proposée par le bassiste Justin Meldal-Johnsen, qui a dit à Amos qu'elle « avait essayé à peu près tous les autres genres de musique, du rap à la new wave au punk, de la country à la pop, pourquoi pas du metal ? ». Meldal-Johnsen a choisi l'album Reign in Blood et, après l'avoir écouté, Amos a accepté de faire une reprise de Raining Blood. King déclare que la reprise est bizarre : « il m'a fallu une minute et demie pour repérer un moment de la chanson où je savais où elle en était. C'est tellement bizarre. Si elle ne nous l'avait pas dit, nous ne l'aurions jamais su. Vous pourriez l'avoir joué devant nous et nous aurions dit « qu'est-ce que c'est ? » Après une minute et demie, je reconnus une ligne et me suis dit « je sais où elle est ! »  ».  En réponse, Slayer a envoyé des T-shirts à Amos, et cette dernière a apprécié l'attention.
La chanson a également été reprise par Malevolent Creation, Vader, Diecast, Quiet Company, Reggie and the Full Effect et Erik Hinds, qui a repris l'ensemble de Reign in Blood en H'arpeggione. Les riffs de guitare de Raining Blood et Mandatory Suicide ont été samplés par le rappeur Lil Jon dans la chanson Stop Fuckin Wit 'Me extrait de l'album Crunk Juice.
Ce titre est devenu un classique du metal et a été repris par de nombreux groupes, notamment le groupe de death metal polonais Vader, montrant l'influence de ce titre dans les autres sous-genres du heavy metal.

## Annexe

## Biographie
- (en) D. X. Ferris, Reign in Blood, Continuum, Recording Blood, 2008, 160 p.
- (en) J. Bennet, « Chapter 4: Who'll Stop the Reign? », dans Albert Mudrian, Precious Metal: Decibel Presents the Stories Behind 25 Extreme Metal Masterpieces, Da Capo Press, 2009 (ISBN 978-0-306-81806-6), p. 48–55